# Otgonbayar Ershuu
Otgonbayar Ershuu (1981. január 18.) modern mongol képzőművész, művészneve OTGO.

## Életpályája
1981-ben született Mongóliában Ulánbátorban. Művészneve OTGO. Már 15 éves korában felfedezett tehetségként saját kiállítása volt.1996 és 1998 között tanulmányozta a hagyományos mongol festészetet Ulánbátorban. Tanulmányai után festett, emellett restaurálási, valamint kutatói munkákban vett részt Mongólia történelmi helyszínein.1998 és 2004 között a buddhista és lámaista kolostorok tanulmányozásakor, különféle technikákat és a  miniatűr festészet ikonográfiáját, valamint szellemi identitást szerzett. Önálló művészi alkotásai mellett munkája magában foglalja mintegy hatszáz „kutatási miniatűr" feltárását. 2007 és 2010 között a Berlini Művészeti Egyetem összművészeti szakán végzett, a Művészetek Mestere eredménnyel. Tanulmányai után, 2010 és 2013 között OTGO megalapítja az első berlini Mongólia Kulturális Központot. 2010 és 2014 közt megalapítják az első Mongólián kívüli galériát, a ZURAG nevű intézményt Berlinben. 2015-ben OTGO elnyerte a Nemzetközi Festészeti Biennálé „GRAND PRIX" díját Chișinăuban (Moldova). 2018 óta önkéntes alapon dolgozik mint, Művészeti vezetőként, kurátorként és a Mongol Nemzeti Művészeti Galéria külső kapcsolatait intézi párhuzamosan párhuzamosan az önálló művészi tevékenység mellett. 2019-ben részt vett a "Curating" projektben és a berlini Universität der Künste hallgatójaként szerzett bizonyítványt.
OTGO művei Japánban, Svédországban, Franciaországban, Hollandiában, Indiában, Csehországban, Svájcban, Moldovában, Lengyelországban, Romániában, Oroszországban, Egyesült Arab Emírségek területén, Szingapúrban, Grúziában, Magyarország, Németországban és Mongólia számos részén megtalálhatóak.
Munkái múzeumokban, intézményekben és magángyűjteményekben többek között:
- Mongol Nemzeti Művészeti Galéria, Ulánbátor Múzeum, Mongólia
- Nemzeti Művészeti Múzeum, Moldova
- Mongólia Művészeti Múzeum, Ulánbátor, Mongólia
- HSBC (Hongkong & Shanghai Banking Corporation)
- Seeheim-kastély, Konstanz, Németország
- Baruth régi kastély, Németország
- Mongol nagykövetség Németországban
- MRK Gruppe, Drezda - München, Németország